# NGC 5449

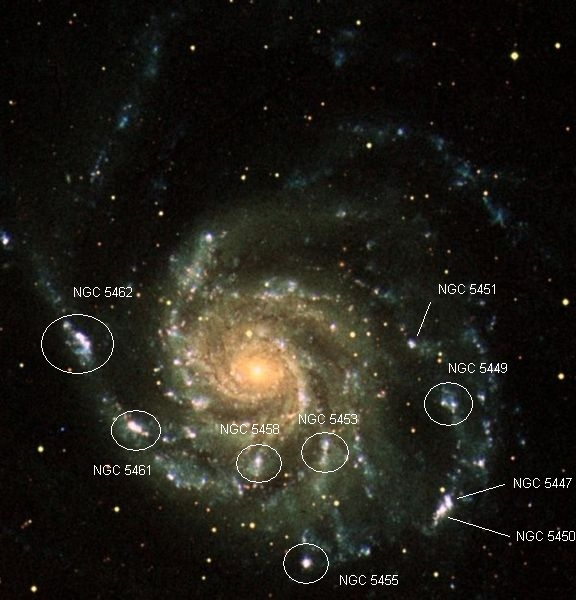
Galaktyka Messier 101. NGC 5449 to jasny obszar po prawej stronie, poniżej środka zdjęcia (NASA)

NGC 5449 – chmura gwiazd i obszar H II w galaktyce Messier 101 znajdującej się w gwiazdozbiorze Wielkiej Niedźwiedzicy. Odkrył ją 27 kwietnia 1851 roku Bindon Stoney – asystent Williama Parsonsa.